# Кулумес
Кулуме́с (кат. Colomers, вимова літературною каталанською [kułumέs]) - муніципалітет, розташований в Автономній області Каталонія, в Іспанії. Код муніципалітету за номенклатурою Інституту статистики Каталонії - 170558. Знаходиться у районі (кумарці) Баш-Ампурда (коди району - 10 та BM) провінції Жирона, згідно з новою адміністративною реформою перебуватиме у складі Баґарії (округи) Жирона. 

## Населення
Населення міста (у 2007 р.) становить 203 особи (з них менше 14 років - 7,9%, від 15 до 64 - 61,1%, понад 65 років - 31,0%). У 2006 р. народжуваність склала 0 осіб, смертність - 3 особи, зареєстровано 1 шлюб. У 2001 р. активне населення становило 96 осіб, з них безробітних - 5 осіб.

Серед осіб, які проживали на території міста у 2001 р., 184 народилися в Каталонії (з них 111 осіб у тому самому районі, або кумарці), 13 осіб приїхало з інших областей Іспанії, а 6 осіб приїхало з-за кордону. 

Вищу освіту має 8,7% усього населення. 

У 2001 р. нараховувалося 75 домогосподарств (з них 24,0% складалися з однієї особи, 22,7% з двох осіб,30,7% з 3 осіб, 12,0% з 4 осіб, 6,7% з 5 осіб, 2,7% з 6 осіб, 0,0% з 7 осіб, 0,0% з 8 осіб і 1,3% з 9 і більше осіб).

Активне населення міста у 2001 р. працювало у таких сферах діяльності : у сільському господарстві - 9,9%, у промисловості - 19,8%, на будівництві - 11,0% і у сфері обслуговування - 59,3%. 

 У муніципалітеті або у власному районі (кумарці) працює 48 осіб, поза районом - 57 осіб.

### Безробіття
У 2007 р. нараховувалося 2 безробітних (у 2006 р. - 1 безробітний), з них чоловіки становили 0,0%, а жінки - 100,0%.

## Економіка

### Підприємства міста

#### Промислові підприємства
| \| Промислові підприємства міста, за сферою діяльності \| Промислові підприємства міста, за сферою діяльності \| Промислові підприємства міста, за сферою діяльності \| \| Рік \| 2002 р. \| 2001 р. \| \| --------------------------------------------------- \| --------------------------------------------------- \| --------------------------------------------------- \| \| Енергетичні та водні ресурси \| 0,0% \| 0,0% \| \| Хімія та метали \| 28,6% \| 20,0% \| \| Переробка металів \| 0,0% \| 0,0% \| \| Продукти харчування \| 42,9% \| 40,0% \| \| Текстиль \| 0,0% \| 0,0% \| \| Виробництво меблів, видання \| 28,6% \| 40,0% \| \| Інше \| 0,0% \| 0,0% \| \| Усього підприємств \| 7 \| 5 \| |         |         |
| Промислові підприємства міста, за сферою діяльності |         |         |
| Рік | 2002 р. | 2001 р. |
| Енергетичні та водні ресурси | 0,0%    | 0,0%    |
| Хімія та метали | 28,6%   | 20,0%   |
| Переробка металів | 0,0%    | 0,0%    |
| Продукти харчування | 42,9%   | 40,0%   |
| Текстиль | 0,0%    | 0,0%    |
| Виробництво меблів, видання | 28,6%   | 40,0%   |
| Інше | 0,0%    | 0,0%    |
| Усього підприємств | 7       | 5       |

#### Сфера послуг
| \| Підприємства міста, що працюють у сфері послуг, за діяльністю \| Підприємства міста, що працюють у сфері послуг, за діяльністю \| Підприємства міста, що працюють у сфері послуг, за діяльністю \| \| Рік \| 2002 р. \| 2001 р. \| \| ------------------------------------------------------------- \| ------------------------------------------------------------- \| ------------------------------------------------------------- \| \| Гуртова торгівля \| 16,7% \| 25,0% \| \| Готелі та готельний бізнес \| 33,3% \| 25,0% \| \| Транспорт та зв'язок \| 16,7% \| 25,0% \| \| Посередницькі фінансові послуги \| 0,0% \| 0,0% \| \| Послуги підприємствам \| 16,7% \| 0,0% \| \| Послуги фізичним особам \| 16,7% \| 25,0% \| \| Нерухомість та ін. \| 0,0% \| 0,0% \| \| Усього підприємств \| 6 \| 4 \| |         |         |
| Підприємства міста, що працюють у сфері послуг, за діяльністю |         |         |
| Рік | 2002 р. | 2001 р. |
| Гуртова торгівля | 16,7%   | 25,0%   |
| Готелі та готельний бізнес | 33,3%   | 25,0%   |
| Транспорт та зв'язок | 16,7%   | 25,0%   |
| Посередницькі фінансові послуги | 0,0%    | 0,0%    |
| Послуги підприємствам | 16,7%   | 0,0%    |
| Послуги фізичним особам | 16,7%   | 25,0%   |
| Нерухомість та ін. | 0,0%    | 0,0%    |
| Усього підприємств | 6       | 4       |

## Житловий фонд
У 2001 р. 2,7% усіх родин (домогосподарств) мали житло метражем до 59 м2, 4,0% - від 60 до 89 м2, 44,0% - від 90 до 119 м2 і
49,3% - понад 120 м2.

З усіх будівель у 2001 р. 28,5% було одноповерховими, 68,5% - двоповерховими, 3,1
% - триповерховими, 0,0% - чотириповерховими, 0,0% - п'ятиповерховими, 0,0% - шестиповерховими,
0,0% - семиповерховими, 0,0% - з вісьмома та більше поверхами.

## Автопарк
| \| Автомобілі, зареєстровані у місті, за призначенням \| Автомобілі, зареєстровані у місті, за призначенням \| Автомобілі, зареєстровані у місті, за призначенням \| \| Рік \| 2006 р. \| 2005 р. \| \| -------------------------------------------------- \| -------------------------------------------------- \| -------------------------------------------------- \| \| Приватні автомобілі \| 71,1% \| 70,6% \| \| Мотоцикли \| 11,7% \| 10,6% \| \| Вантажівки \| 13,3% \| 14,4% \| \| Трактори \| 1,1% \| 1,1% \| \| Автобуси та ін. \| 2,8% \| 3,3% \| \| Усього автомобілів \| 180 шт. \| 180 шт. \| |         |         |
| Автомобілі, зареєстровані у місті, за призначенням |         |         |
| Рік | 2006 р. | 2005 р. |
| Приватні автомобілі | 71,1%   | 70,6%   |
| Мотоцикли | 11,7%   | 10,6%   |
| Вантажівки | 13,3%   | 14,4%   |
| Трактори | 1,1%    | 1,1%    |
| Автобуси та ін. | 2,8%    | 3,3%    |
| Усього автомобілів | 180 шт. | 180 шт. |

## Вживання каталанської мови
У 2001 р. каталанську мову у місті розуміли 99,5% усього населення (у 1996 р. - 98,1%), вміли говорити нею 94,5% (у 1996 р. - 
95,7%), вміли читати 94,5% (у 1996 р. - 93,4%), вміли писати 75,0
% (у 1996 р. - 60,7%). Не розуміли каталанської мови 0,5%.

## Політичні уподобання
У виборах до Парламенту Каталонії у 2006 р. взяло участь 132 особи (у 2003 р. - 149 осіб). Голоси за політичні сили розподілилися таким чином:
| \| Вибори до Парламенту Каталонії \| Вибори до Парламенту Каталонії \| Вибори до Парламенту Каталонії \| \| Рік \| 2006 р. \| 2003 р. \| \| -------------------------------------- \| ------------------------------ \| ------------------------------ \| \| Конвергенція та Єднання (CiU) \| 40,9% \| 36,9% \| \| Соціалістична партія Каталонії (PSC) \| 14,4% \| 13,4% \| \| Народна партія (PP) \| 1,5% \| 1,3% \| \| Ініціатива за Каталонію — Зелені (ICV) \| 25,8% \| 18,8% \| \| Республіканська лівиця Каталонії (ERC) \| 14,4% \| 28,2% \| \| Громадяни — Громадянська партія (C's) \| 0,0% \| 0,0% \| \| Інші \| 3,0% \| 1,3% \| |         |         |
| Вибори до Парламенту Каталонії |         |         |
| Рік | 2006 р. | 2003 р. |
| Конвергенція та Єднання (CiU) | 40,9%   | 36,9%   |
| Соціалістична партія Каталонії (PSC) | 14,4%   | 13,4%   |
| Народна партія (PP) | 1,5%    | 1,3%    |
| Ініціатива за Каталонію — Зелені (ICV) | 25,8%   | 18,8%   |
| Республіканська лівиця Каталонії (ERC) | 14,4%   | 28,2%   |
| Громадяни — Громадянська партія (C's) | 0,0%    | 0,0%    |
| Інші | 3,0%    | 1,3%    |